# Edward Schell
Pour les articles homonymes, voir Schell.
Edward Schell (1923 - ?) est un photographe américain de paysages.

## Récompenses
- 1990 : Prix Ansel-Adams

## Livres
- Potomac: The nation's river, 1976 (photos),  (ISBN 978-0397011391)
- Tennessee, 1979,  (ISBN 978-0912856513)